# 岐阜県立大垣農業高等学校
岐阜県立大垣農業高等学校（ぎふけんりつおおがきのうぎょうこうとうがっこう）とは、かつて岐阜県養老郡養老町にあった公立の高等学校。

## 概要
- 養老郡養老町に存在した農業高校であった。元々は大垣市内に存在したが、1971年に養老町に移転している。
- 2005年、岐阜県立養老女子商業高等学校と統合し、岐阜県立大垣養老高等学校の新設により廃校。校舎は大垣養老高等学校大垣校舎となった後、大垣養老高等学校の校舎となった。

## 沿革
- 1921年（大正10年）
  - 3月10日 - 岐阜県安八郡立農学校として認可される。
  - 4月15日 - 開校。旧・蚕業取締所を仮校舎とする。
  - 10月2日 - 安井尋常小学校を仮校舎とする。
- 1922年（大正11年）6月15日 - 大垣市禾森町1503[注釈 1]に校舎を新築し、移転。
- 1923年（大正12年）
  - 3月16日 - 校舎を増築する。
  - 4月1日 - 岐阜県に移管され、岐阜県安八農学校に改称する。
- 1948年（昭和23年）
  - 4月1日 - 岐阜県立大垣農業高等学校に改称する。
  - 8月1日 - 大垣商業高等学校と統合され、岐阜県立大垣実業高等学校となる。
- 1949年（昭和24年）4月1日 - 学制改革により大垣南高等学校農業科となる。
- 1951年（昭和26年）4月1日 - 定時制農業科を設置。
- 1957年（昭和32年）4月1日 - 大垣南高等学校から独立し、岐阜県立大垣農業高等学校となる。
- 1960年（昭和35年）4月1日 - 女子農業科を設置。
- 1961年（昭和36年）5月23日 - 新校舎が完成。
- 1962年（昭和37年）4月1日 - 農芸化学科を設置。
- 1963年（昭和38年）4月1日 - 女子農学科を生活科に改称する。
- 1968年（昭和43年）3月 - 農業経営科、園芸科、畜産科を設置。定時制農業科の募集を停止。
- 1970年（昭和45年）3月 - 養老町への移転が決まる。
- 1971年（昭和46年）
  - 3月 - 養老町祖父江向野1418-4に新校舎（本館東半分）が完成。定時制農業科を廃止。
  - 6月7日 - 新校舎への移転が完了。
- 1972年（昭和47年）2月 - 本館西半分が完成。
- 1973年（昭和48年）
  - 2月 - 屋内体育館が完成。
  - 11月 - 移転落成式・創立50周年記念式を行う。
- 1985年（昭和60年） - 園芸科に園芸コース、環境緑地コースを設置。
- 1986年（昭和61年） - 環境緑地科を設置。
- 1995年（平成7年） - 農業経営科、畜産科、生活科の募集を停止。食品流通科、動物科学科を設置。
- 1997年（平成9年） - 園芸科、農芸化学科の募集を停止。園芸科学科、食品科学科を設置。
- 2002年（平成14年） - 食品流通科の募集を停止。
- 2005年（平成17年）
  - 2月 - 園芸科学科、動物科学科、環境緑地科の募集を停止。
  - 4月1日 - 養老女子商業高等学校と統合し、岐阜県立大垣養老高等学校の新設により廃校。大垣農業高等学校は大垣養老高等学校大垣校舎、養老女子商業高等学校は大垣養老高等学校養老校舎となる。
- 2007年（平成19年） - 養老校舎を廃止。大垣校舎が大垣養老高等学校の校舎となる。